# XIVe siècle en science
XIIIe siècle en science - XIVe siècle - XVe siècle en science
Chronologie de la science
Cet article concerne les événements concernant les sciences et les techniques qui se sont déroulés durant le XIVe siècle :

## Événements
- Vers 1302-1303 : légende de la réalisation en Italie du Sud par Flavio Gioja d'Amalfi de la première boussole complète alors que l'aiguille aimantée sert depuis deux siècles à la navigation arabe et chinoise[1]. Les premières boussoles portatives à couvercle de verre apparaissent en France vers 1310.
- Vers 1305 : mise à l'honneur de la dissection à l'université de Montpellier[2].
- 1305 : l'usage du rouet est attesté à Douai[3].

- 1314 : la première horloge publique de France est installée à Caen[4].

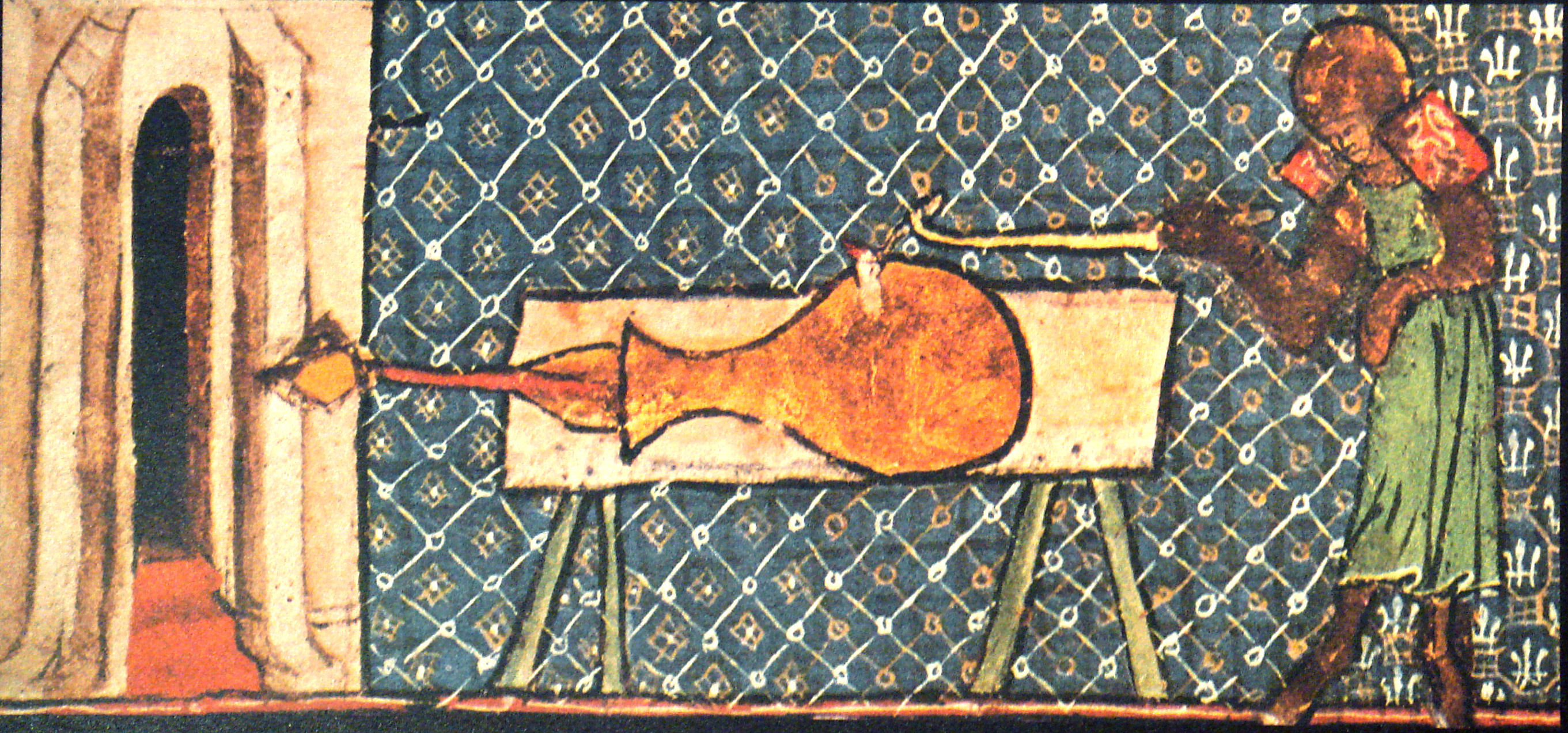
Premier dessin représentant un canon

- 1327 : dessin représentant un canon sur manuscrit d'Oxford[5].
- Vers 1340 : 
  - formalisation du principe physique de l'inertie (impetus) par Jean Buridan, recteur de l'université de Paris[6].
  - près de Liège, mise au point d’un système de soufflets, mû par l’énergie hydraulique qui permet d’envoyer un jet continu d’air sur le métal en fusion. Les forges se développent[7].

- 1340-1360 : progrès de l'horlogerie. Inauguration des horloges municipales de Padoue (1344), Monza (1347), Vicence (1349)[8]. Horloge mécanique du château de Douvres en 1348[9]. Régulateur à bascule de Dondi vers 1346. En 1352-1354, on construit un carillon mécanique pour la cathédrale de Strasbourg. Construction d'horloges publiques à Trieste (1352), Gênes (1353-1354), Florence (1353), Londres (Windsor, 1351-1352), Avignon (1353), Prague (1354), Bologne (1356), Perpignan (1356), Pise (1356), Venise (1358), Ratisbonne (1358), Vincennes (1359), Sienne (1360)[10].

- 1346 : premier emploi certain des canons (bombardes) en Europe occidentale à la bataille de Crécy[11].
- 1348 : début attesté de la fabrication du papier en France à Troyes[12].
- 1352 : première représentation connue de lunettes sur le nez de Hugues de Saint-Cher sur une fresque du  peintre Tommaso da Modena dans la salle du chapitre du couvent de l'église San Nicolò de Trévise[13].

- 1364 : Giovanni Dondi met au point une horloge astronomique, après seize ans de recherches[14].
- 1364-1370 : l'horloger allemand Henri de Vic construit une horloge pour Charles V de France au palais de la Cité[15].

- 1370 : le premier parfum moderne, l'eau de Hongrie, est confectionnée pour la reine Élisabeth de Hongrie[16].
- 1379 : l'historien italien Muratori décrit l'emploi de fusées durant le siège de Chioggia, près de Venise[17].
- Vers 1380 : 
  - l'armure médiévale à plaque remplace la cotte de mailles[18].
  - apparition du haut-fourneau dans la région de Liège dans le dernier tiers du siècle[19]. Découverte de la fonte en Europe[18].
- 1397 : édition des plus anciens livres imprimés avec des caractères typographiques mobiles conservés en Corée[20].

- La lèpre régresse en Europe à partir du XIVe siècle[21].

### Exploration, géographie et cartographie
- 1312 :

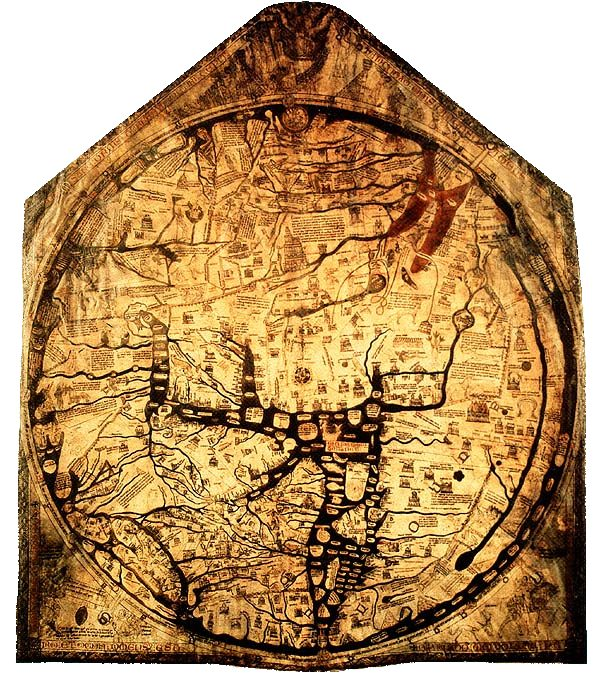
Mappemonde d'Hereford (vers 1300)

  - l'empereur du Mali Aboubakri II part, selon la légende, à la tête d’une expédition de 2000 pirogues lancée dans le but d’« atteindre l’autre extrémité de l’océan », mais ne reviens jamais. Certains auteurs ont supposé qu’il ait pu atteindre l’Amérique, mais rien ne permet de soutenir cette hypothèse[22].
  - le Génois Lanzarote Malocello découvre deux îles de l’archipel des îles Canaries[23].
- Vers 1320 : mappemonde de Petrus Vesconte. L’océan Indien est ouvert, l’Afrique circumnavigable[24].
- 1339 : carte du majorquin Angelino Dulcert ou Angelino Dalorto, un des premiers portulan connu[25].
- 1344 : l’école cartographique majorquine bénéficie de l’appui des souverains aragonais.
- 1375 : l'Atlas « catalan », du cartographe majorquin Abraham Cresques (1325-1387) est édité. Il compile les données de la géographie orthodoxe avec celles des portulans[25].
- Vers 1388-1395 : voyages hypothétiques d'exploration des frères Zeno. Selon la Carte Zeno édité en 1558, ils auraient atteint les côtes américaines de l'Atlantique nord[26].

## Publications
- Vers 1356 : le livre des merveilles du monde fait état de possibilités de "circumnavigation"[27]. Il est rédigé par le chevalier anglais Jean de Mandeville à partir de récits de missionnaires franciscains et dominicains. Il en existe 250 exemplaires, en trois versions initiales, et dans un ensemble de langues vernaculaires. Il tire son intérêt du fait que, en Occident et dans le monde non cultivé (Albert le Grand et Roger Bacon avaient introduit l'information au XIIIe siècle dans les universités), « on n'avait pas conscience de la rotondité de la terre ». L'ouvrage est rédigé dans le contexte particulier de la guerre de Cent Ans.
- Vers 1339 : le mathématicien et astronome florentin Paul del Abbaco (Paolo dell'Abbaco) rédige un traité de géométrie intitulé Trattato di tutta l'arte dell'abacho (Traité complet de l'art de l'abaque), dont le manuscrit est conservé à la Bibliothèque nationale centrale de Florence[28]. Une édition complète des passages concernant l'astronomie est publiée en 1662 à Florence, sous le titre : Pratricha d'astorlogia dal Codici[29].
- 1349-1350 : Das Buch der Natur (Le Livre de la nature), encyclopédie de Konrad von Megenberg[30].
- 1380 : Sevillana medicina, traité de médecine du Juif converse Mossé de Roquemaure, médecin à Avignon, écrit à Séville[31].

## Personnages significatifs
- Jean de Mandeville (?-1372), d'origine belge, explorateur qui aurait voyagé au service des anglais de 1322 à 1356 (34 ans) en Égypte, Inde, Asie centrale, Chine, auteur du livre des merveilles du monde (1356).
- Berthold Schwartz, moine franciscain et chimiste.